# Rashid Mudin
Rashid Mudin – ugandyjski piłkarz grający na pozycji obrońcy. W swojej karierze grał w reprezentacji Ugandy.

## Kariera klubowa
W swojej karierze piłkarskiej Mudin grał w klubie Kampala City Council.

## Kariera reprezentacyjna
W 1978 roku Mudin został powołany do reprezentacji Ugandy na Puchar Narodów Afryki 1978. W tym turnieju był rezerwowym i nie rozegrał żadnego meczu. Z Ugandą wywalczył wicemistrzostwo Afryki.